# عبدالعزیز عزیز
عبدالعزیز عزیز (زاده: ۱۳۳۸، ولایت بدخشان) یک سیاست‌مدار اهل افغانستان است. وی نمایندهٔ مردم بدخشان در دوره پانزدهم مجلس نمایندگان افغانستان بود.

## زندگی‌نامه
عبدالعزیز عزیز متولد ۱۳۳۸ از ولایت بدخشان است. وی تحصیلات عالی خود را در مقطع ماستر/کارشناسی ارشد از دانشگاهی در کشور سودان به اتمام رسانده‌است. وی از سال ۱۳۶۴ تا ۱۳۷۱ عضو حزب اسلامی گلبدین حکمتیار بوده‌است.

## دیگر فعالیت‌ها
- استاد در مدارس دینی پاکستان.[۱]